# Mian Mir
Mian Mir (Lahore cantonnment, nom adoptat definitivament el 1906) era el nom del campament militar de Lahore durant el Raj Britànic de l'Índia. El 1857 els regiments natius que es van voler revoltar foren desarmats a temps.